# Гусаров, Владимир Анатольевич
Влади́мир Анато́льевич Гуса́ров (род. 23 ноября 1955) — российский театральный режиссёр.

## Биография
В 1977 году окончил Харьковский институт искусств (театральное отделение). Специальность — актёр театра кукол.
С 1979 по 1981 год работал актёром в Харьковском Государственном театре кукол им. Н. К. Крупской.
В 1986 году окончил Ленинградский государственный институт театра, музыки и кинематографии им. Н. К. Черкасова, факультет драматического искусства, кафедра театра кукол по специальности «Режиссура драмы», специализация — «Режиссура театра кукол».
С 1986 по 1990 год работал в должности режиссёра-постановщика в Воронежском областном театре кукол, 1993 — Киевский театр марионеток; 1998—1999 — Киевский Республиканский театр кукол.
С 1996 по 1998 работал Помощником режиссёра и Заведующим художественно-постановочной частью в Киевском Республиканском театре кукол.
С 2007 по 2011 гг. являлся главным режиссёром Самарского театра кукол.
Как режиссёр-постановщик ставил спектакли в Москве (Московский областной театр кукол), Перми, Воронеже, Курске, Екатеринбурге, Новосибирске, Иркутске, Красноярске, Харькове, Полтаве, Киеве (Украина), Костанае (Казахстан), Хабаровске, Иванове, Симферополе, Донецке (2016), Оренбурге, Озёрске (Челябинская обл.).
Главным режиссёром работал в Красноярском краевом театре кукол (1999—2001, 2011 −2015) , Нижневартовском театре кукол «Барабашка» (2002—2004), Челябинском государственном областном театре кукол им. В. Вольховского (1991—1993, 2005—2007), Самарском областном театре кукол (2008—2011).
Поставил более шестидесяти спектаклей, среди которых: «Слонёнок»(по Р. Киплингу), «Принцесса и эхо»(В. Поспишилова), «Аленький цветочек»(С. Аксаков), «Куда ты, жеребёнок?»(Р. Москова), «Жуткий господин Ау»(Х. Мякеля), «Машенька и медведь»(В. Швембергер), «Белоснежка и семь гномов»(О. Табаков, Л. Устинов), «Сказка о золотом петушке»(А. Пушкин), «Буратино ищет клад»(Владимирский), «По щучьему веленью»(В. Шутяев), «Чёрная курица»(А. Погорельский), «Ромео и Джульетта»(в, Шекспир), «Ночь перед Рождеством»(Н. Гоголь), «Каштанка»(А. Чехов), «Ашик-Кериб»(М. Лермонтов), «Бармалей против Айболита» (В. Коростылёв, Р. Быков), «Репка»(В. Шутяев), «Колобок»(М. Садовский), «Кот в сапогах»(В.Шутяев), «Репка»(И. Токмакова), «Крошка Енот и тот, кто сидит в пруду»(Л. Муур), «Морозко»(В. Шутяев), «Золотой ключик или Приключения Буратино»(А. Толстой), «Сказка о глупом мышонке»(С. Маршак), «Мечта маленького ослика»(Т. Макарова), «Волшебная зима»(Т. Янссон), «Петрушка на войне» (А. Заболотный).
В мае 2011 года принял предложение Министерства культуры Красноярского края стать главным режиссёром КГАУК «Красноярский краевой театр кукол» (2011—2015).
22 апреля 2016 года  по 27 апреля 2022 года был главным режиссёром ГБУК «Белгородский государственный театр кукол». 
С 16 мая 2022 года режиссёр-постановщик Ивановского областного театра кукол, с 01 октября 2022 года по 21 сентября 2023 года  — Главный режиссёр. В Ивановском областном театре кукол 5 апреля 2024 года состоялась премьера спектакля "Король Лир" по пьесе В. Шекспира в переводе О. Сороки ( художник-постановщик - дважды Лауреат гациональной театральной премии "Золотая маска" Захар Давыдов), режиссёр-постановщик и музыкальное оформление Владимира Гусарова. В роли короля Лира - заслуженный артист России Борис Новиков.
Член Гильдии режиссёров России.
Член Союза театральных деятелей России.
Персональный член УНИМА (Международный Союз деятелей театра кукол).
Организатор и участник Международного фестиваля театров кукол «Соломенный жаворонок», посвящённого памяти Народного артиста России В. А. Вольховского (г. Челябинск, 2006, 2007 гг.)
Осуществил в 2006 году первый набор по специальности «Актёр театра кукол» в Челябинском колледже культуры.
В 2013 году в Красноярском колледже искусств им. Иванова-Радкевича осуществил первый набор по специальности «Актёр театра кукол». Художественный руководитель курса.
Член Общественного совета по культуре при Министерстве культуры Красноярского края (2012—2015 гг.)

## Самарский театр кукол
- 2008 — «Слонёнок» Р. Киплинг (инсценировка В. Гусарова)
- 2008 — «Машенька и Медведь» В. Швембергер
- 2009 — «Каштанка» А. Чехов (инсценировка В. Шутяева)
- 2010 — «Репка» В. Шутяев
- 2010 — «Ашик-Кериб» М. Лермонтов (пьеса Ю. Сидорова)
- 2011 — «Крошка Енот и Тот, кто сидит в пруду» (Л. Муур, инсценировка В. Шутяева)

## Красноярский краевой театр кукол
1991 - "Машенька и медведь" (В. Швембергер)
1993 - " Ромео и Джульетта" (В. Шекспир)
1995 - "Куда ты, жеребёнок?" (Рада Москова)
1996 -  " Чёрная курица"(А. Погорельский, инсценировка В. Гусарова)
1998 - "Сказка о золотом петушке" (А. Пушкин, инсценировка В. Гусарова)
1999 - " Ночь перед Рождеством" (Н. Гоголь, инсценировка В. Гусарова)
2000 - " Слонёнок" Р. Киплинг (инсценировка В. Гусарова)
2000 - "Колобок" (М. Садовский)
2001 - " Алёнушка и солдат"
2001 - " По щучьему веленью" (В. Гусаров)
2011 — «Каштанка» (А. Чехов, инсценировка В. Шутяева)
2012 — «Репка» (В. Шутяев)
2012 - "Крошка енот и тот, кто сидит в пруду" (Л. Муур, инсценировка В. Шутяева)
2013 — «Айболит» (К. Чуковский)
2014 — «Волшебная зима» (Туве Янссон)
2015 — «Петрушка на войне» (А. Заболотный)

## Белгородский государственный театр кукол
2016 — «Каштанка» (А. Чехов, инсценировка В. Шутяева)
2017 — «Мечта маленького ослика»(Т. Макарова, инсценировка В. Шутяева)
2017 — «Белоснежка и семь гномов» (О. Табаков, Л. Устинов)
2018 — «Машенька и медведь» (В. Швембергер)
2018 — «Золотой ключик или Приключения Буратино»(А. Толстой)
2019 — «Морозко» (В. Шутяев)
2020 — «Сказка о глупом мышонке»(С. Маршак, инсценировка В. Шутяева)
2021 — «Белый пароход» (Ч. Айтматов, инсценировка В. Шутяева)
2021 — «Быть по сему!» (В. Шутяев)

## Признание и награды
Участник и дипломант международных фестивалей театров кукол в России, на Украине, в Литве, Австрии, Германии, Боснии и Герцеговине.
- Благодарность Министра культуры РФ (2015 г.)
- Благодарственное письмо Законодательного собрания Красноярского края
- Благодарность Министерства культуры Красноярского края (2013, 2015)
- Благодарность Администрации города Челябинска (2005 г.)

Ветеран труда с 2015.